# Uramya trinitatis
Uramya trinitatis är en tvåvingeart som först beskrevs av Thompson 1963.  Uramya trinitatis ingår i släktet Uramya och familjen parasitflugor. Inga underarter finns listade i Catalogue of Life.